# ويليام بي. رايت
ويليام بي. رايت (بالإنجليزية: William B. Wright)‏ هو محامي وقاضي وسياسي أمريكي، ولد في 16 أبريل 1806 في نيوبورغ في الولايات المتحدة، وتوفي في 12 يناير 1868 في ألباني في الولايات المتحدة بسبب اعتلال الكلية. انتخب عضو جمعية ولاية نيويورك.